# 6195 Nukariya
6195 Nukariya este un asteroid din centura principală de asteroizi.

## Descriere
6195 Nukariya este un asteroid din centura principală de asteroizi. A fost descoperit pe 13 noiembrie 1990 la Kitami de Kin Endate și Kazuro Watanabe. El prezintă o orbită caracterizată de o semiaxă mare de 2,51 ua, o excentricitate de 0,11 și o înclinație de 3,4° în raport cu ecliptica.